# Ropalodontus baudueri
Ropalodontus baudueri är en skalbaggsart som först beskrevs av Abeille de Perrin 1874.  Ropalodontus baudueri ingår i släktet Ropalodontus, och familjen trädsvampborrare. Arten har ej påträffats i Sverige.